# Кароши
Кароши е японски израз, означаващ „смърт от преумора“, обозначаващ смъртта по професионални причини – поради инфаркти, инсулти, недохранване, стрес и/или самоубийства, като това явление се среща и в Южна Корея и Китай, където се нарича с имената „гвароса“ и „гуоласои“ съответно.

## История
Първият случай на кароши е регистриран през 1969 г., когато 29-годишен мъж, работещ в корабоплавателния отдел на най-голямата японска вестникарска компания, умира от инсулт. Терминът е използван за първи път през 1978 г.